# La Unión (Huánuco)
Pour les articles homonymes, voir La Unión.
La Unión, une ville située à 248 km de Lima au nord du Pérou, est la capitale de la province de Dos de Mayo, l'une des onze provinces du département de Huánuco. La Unión est aussi l'un des neuf districts de la province de Dos de Mayo. La ville a aussi porté le nom de Agüamiro.
À 5 km au sud de la ville, sur un plateau à 3 625 m d'altitude se trouvent les ruines d'un ancien centre administratif de l'empire inca, appelé Huánuco Pampa, Huánuco Marka ou Huánuco Viejo.

## Géographie

### Situation
La cité se trouve sur la vallée de la rivière Vizcarra (appelée aussi Orgomayo) un affluent du Marañón. Le quartier d'Agüamiro est sur la rive droite et celui de Ripan sur la rive gauche.
Par sa situation dans cette vallée encaissée, la ville s'allonge du nord au sud, délimitée à l'est par le plateau de Huanuco Pampa et la colline de Pallka, et à l'ouest par les contreforts de la haute vallée où se trouvent les villages d'Anchacgrande, de Cochabamba et du district Ripan Liriopampa.
Les deux quartiers de Ripan et d'Agüamiro sont reliés par deux ponts qui les réunissent (d'où le nom de la ville).
Les deux ponts qui enjambent la rivière Vizcarra, qui traverse la ville du sud au nord, ont des caractéristiques différentes:
- Le premier pont, en pierre, appelé pont Cáceres, est accessible uniquement aux piétons et aux cyclistes.
- Le second en acier, appelé le pont de l'Union, fait partie du réseau routier, sa partie passerelle en bois étant réservée aux piétons.

Grâce à son emplacement, la ville est le point d'accès vers d'autres destinations dans les provinces limitrophes de Dos de Mayo: Llata, Chavinillo, Huanuco, Rondos, ainsi qu'avec les autres districts de la province: Sillapata, Pachas, Yanas, Marias, ou même vers Huallanca à Huaraz ou Chiquián dans la région d'Ancash. C'est donc un important nœud de communication.
La Unión est limité du nord à l'ouest par la municipalité de Ripan, du nord-est à l'est par celle de Sillapata, au sud-est par Cahuac et du sud au sud-ouest par le district de Huallanca.

### Climat
En raison de son altitude, le climat est tempéré et sec. Comme dans tout le Pérou il n'y a que deux saisons, l'hiver, de novembre à avril est la saison des pluies et des inondations, l'été, de mai à septembre est la saison sèche, qui est le meilleur moment pour visiter le village.
Grâce à son altitude et à son climat tempéré sec la ville est le séjour idéal pour les personnes atteintes de maladies respiratoires.
Les pluies d'hiver sont fréquentes et torrentielles avec de la grêle qui peuvent parfois se produire dans les mois d'été. À la saison sèche, l'ensoleillement est fort avec des températures élevées durant la journée, qui descendent bien en dessous de la moyenne au cours de la nuit. Ces différences peuvent être très marquées aussi entre les zones à l'ombre et celles au soleil, en raison de la faible humidité.
| Mois                              | jan. | fév. | mars | avril | mai  | juin | jui. | août | sep. | oct. | nov. | déc. | année |
| --------------------------------- | ---- | ---- | ---- | ----- | ---- | ---- | ---- | ---- | ---- | ---- | ---- | ---- | ----- |
| Température minimale moyenne (°C) | 5,9  | 6,2  | 5,8  | 5,3   | 3,5  | 1,7  | 1    | 1,8  | 3,5  | 4,8  | 5,2  | 5,1  | 4,1   |
| Température moyenne (°C)          | 12,2 | 12   | 11,8 | 12,1  | 11,2 | 10,7 | 10,4 | 11,1 | 11,8 | 12,3 | 12,4 | 12,1 | 11,7  |
| Température maximale moyenne (°C) | 18,5 | 17,8 | 17,8 | 18,9  | 19   | 19,7 | 19,9 | 20,4 | 20,2 | 19,8 | 19,6 | 19,2 | 19,2  |

## Activités économiques
Commerces et services : En raison de sa situation de carrefour géographique et du fait qu'elle est la capitale provinciale, la principale activité économique est le commerce. La ville fournit aux régions voisines les produits que la province ne peut pas produire et qui arrivent principalement de Lima et de Huánuco. Les autres activités sont liées à l'agriculture, à l'élevage et la confection de robes et de costumes typiques pour l'usage quotidien et les festivités.
Plusieurs entreprises de transport, une banque, des auberges et restaurants complètent l'activité locale.
Tourisme : Dans une moindre mesure il y a une petite activité touristique qui se développe, notamment à la fin de juillet pour "La Fiesta del Sol". La Unión est surtout connu pour être le point de départ pour accéder aux ruines incas de Huánuco Pampa auxquelles on accède par un chemin de terre depuis la ville ou à travers la gorge de Marcarragra. Les thermes de Conoc sont situés à 3 km du centre-ville au nord.
Le sommet du Cerro San Cristobal (à 16 km) offre de belles vues panoramiques sur la vallée de la Vizcarra et les alentours.
Accès : La route la plus rapide (7 h 30) et la plus courte (430 km) depuis Lima, est celle qui suit la Panaméricaine Nord jusqu'après Barranca où il faut prendre la route no 16 jusqu'à Conococha, puis suivre la route 3N qui passe par Huallanca avant d'arriver à la ville.

Vues de la ville.
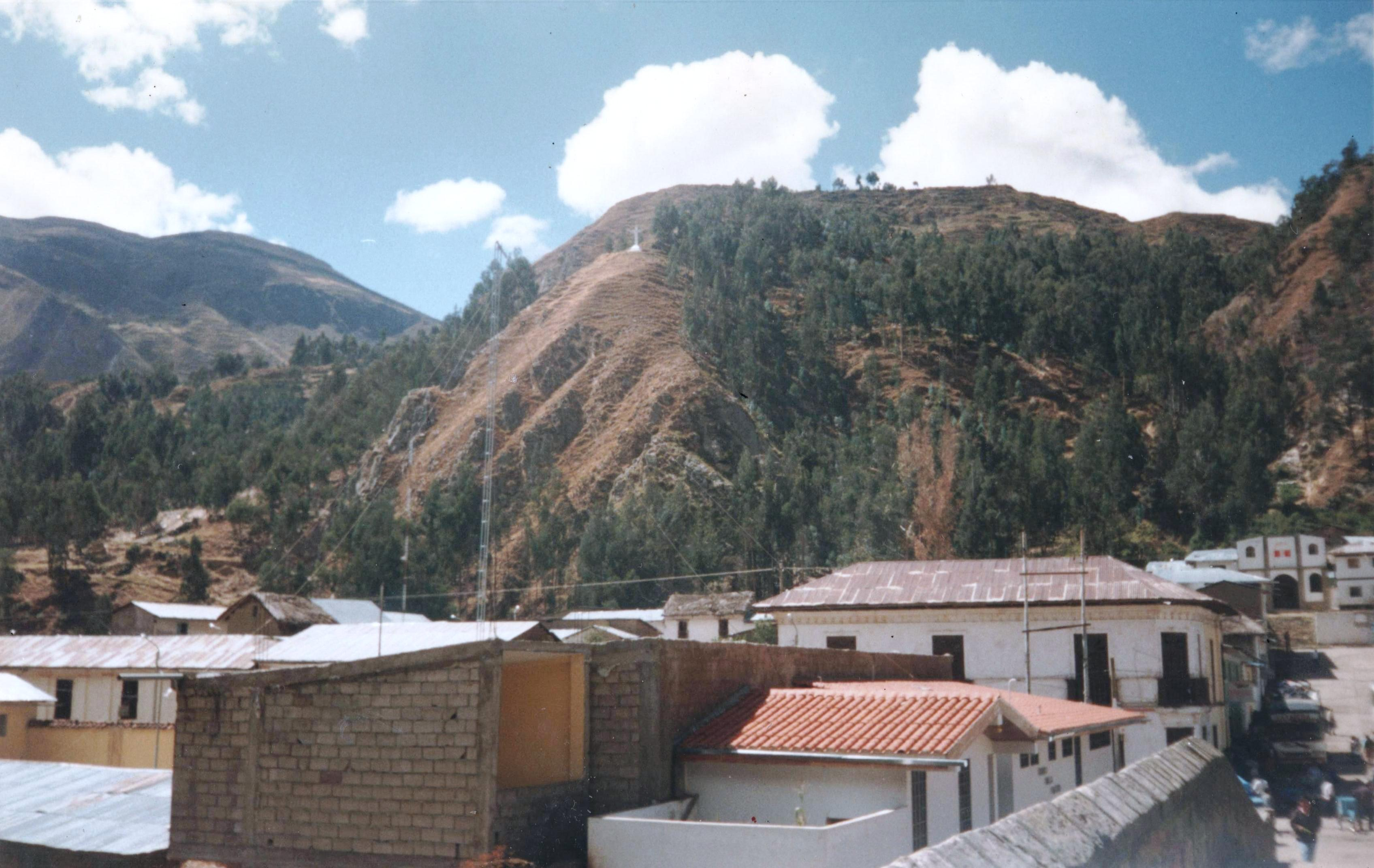
Cerro San Cristóbal.
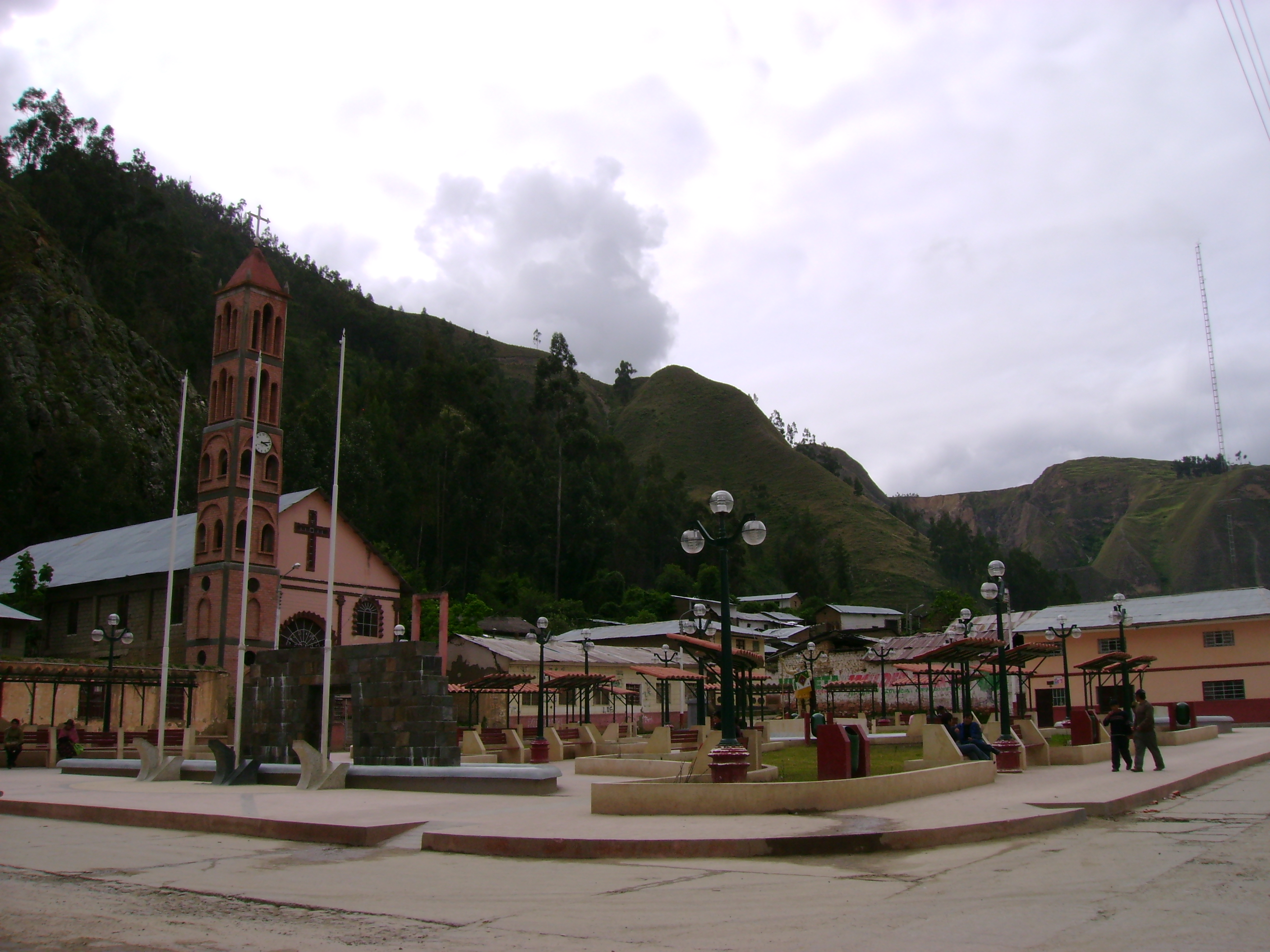
Place d'armes.
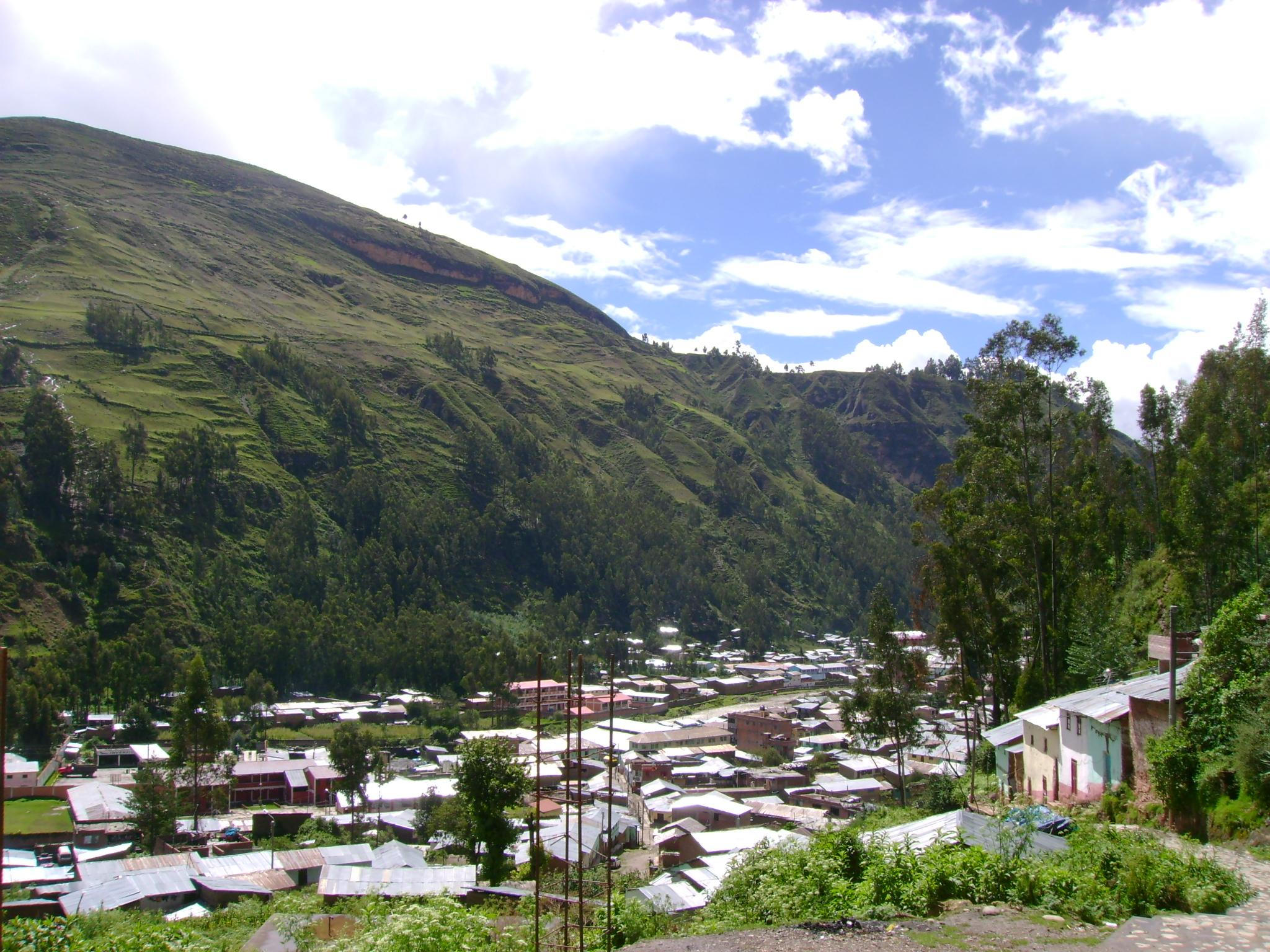
La Unión.
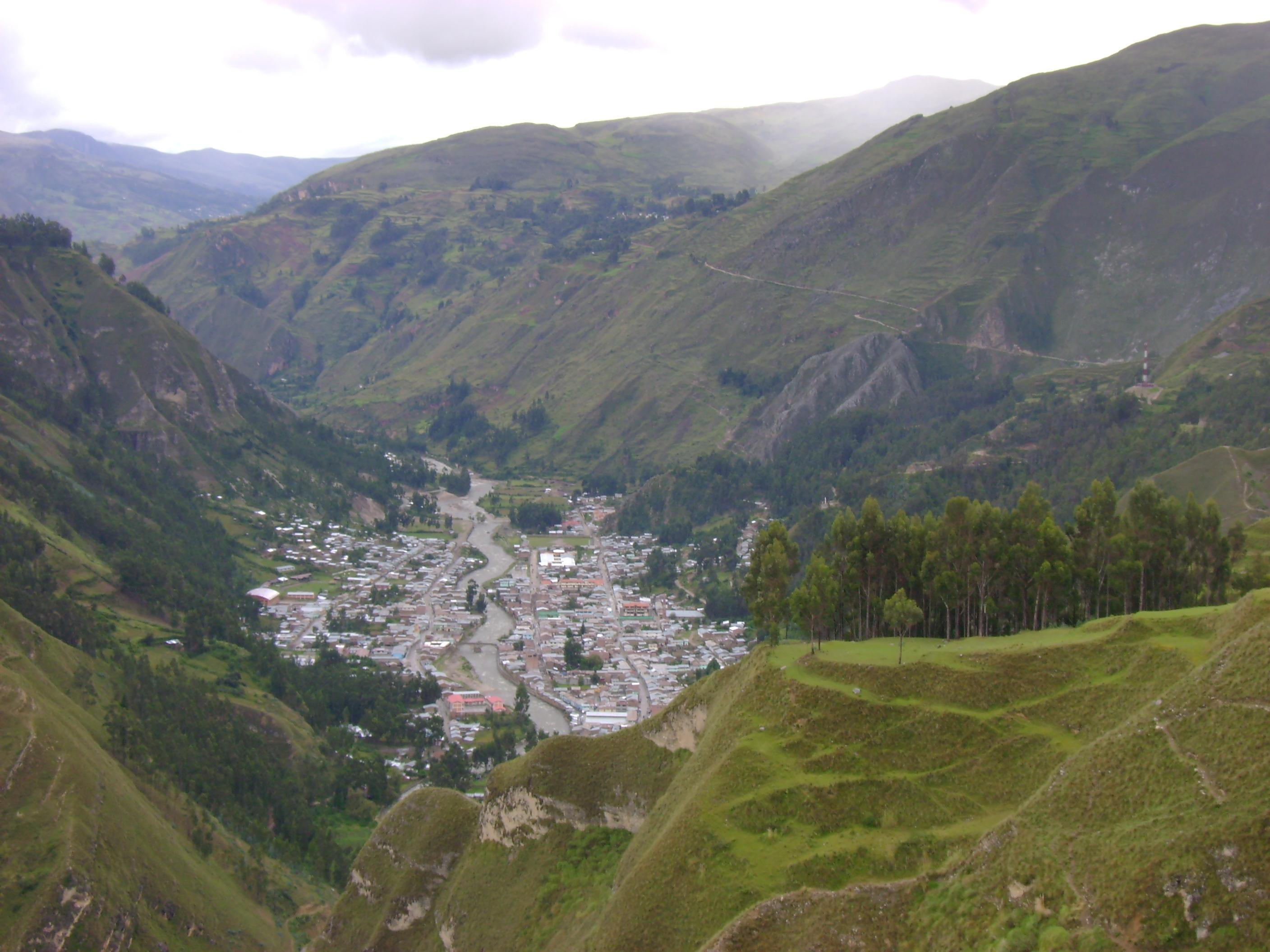
La ville depuis le plateau de Huánuco Pampa.

## Personnalités nées à La Unión
- Augusto Cárdich (es)(1923-2017), ingénieur agronome, chercheur et archéologue. On lui doit la découverte des restes de l’Homme de Lauricocha (datés de 10 000 ans), aux sources du fleuve Marañón.
- Gloria Montenegro Figueroa (es) (1956- ) professeur d'université, expert-comptable. Député depuis 2016 et ministre des Femmes et des Populations Vulnérables du Pérou depuis 2019.
- Atilio Poblet Camiloaga, artiste peintre.